# Sabakoe (muziekformatie)
Sabakoe is een Nederlandse kasekogroep met artiesten van Surinaamse afkomst. De groep bracht sinds de jaren 1980 veertien cd's uit (stand 2015).

## Achtergrond
De groep speelt oorspronkelijke kasekomuziek met zang, skratjie, snaredrum en koperblazers, met daarnaast soms andere instrumenten zoals gitaren. Ze treedt op in Nederland en Suriname, waar ze minimaal jaarlijks naartoe reist voor een tour tijdens Owru Yari. Zanger Steven Maayen noemde in januari 2020 dat hun optredens tijdens de economische crisis therapeutisch waren geweest. Daarnaast heeft ze uitstappen gemaakt naar andere landen zoals Spanje en New York.
De groep werd vóór 1985 opgericht. De bandleider, Alfons Heye, neemt de trompet voor zijn rekening. Andere groepsleden zijn: Steven Maayen (zang), Angelo Blackman (zang en drum) en Bryan Dompig (trombone). Door de relatief vaste bezetting heeft de groep gedurende haar bestaan een zekere stijlvastheid behouden. Hiernaast zijn er nog andere artiesten, waardoor de bezetting in het algemeen uitkomt op rond de tien artiesten.
De groep heeft veertien cd's uitgebracht (stand 2015). De grootste hit was Mi tori en verder zijn de musici bekend van liedjes als Alonki kon dansi, Mon misi, Famiri misma en Pinda pinda. Naast eigen nummers heeft ze geregeld bewerkingen in kasekostijl van anderen, waaronder Heb je even voor mij van Frans Bauer.
Op 9 juli 2023 debuteerde Sabakoe op het North Sea Jazz Festival in Rotterdam.